# Kladanj
Kladanj (v srbské cyrilici Кладањ) je město v Tuzlanském kantonu na severu Bosny a Hercegoviny. Rozkládá se v údolí řeky Drinjača, v horách. Je centrem stejnojmenné općiny. V roce 1991 měl Kladanj 4 873 obyvatel.
První písemná zmínka o městě pochází z roku 1138. Turecké zdroje město poprvé zmiňují v souvislosti s rokem 1469 jako místo, kde se nacházelo tržiště. Roku 1557 je Kladanj zmiňován poprvé jako kasaba spadající pod sarajevský kadiluk.
Ekonomický rozvoj Kladanje v dobách existence socialistické Jugoslávie umožňoval podnik na zpracování dřeva Sokolina. Základ průmyslu zpracování dřeva byl ve městě položen již během dob existence Rakousko-Uherska. Jistý počet místních obyvatel zaměstnával také podnik na výrobu textilu. Rozvoj města byl umožněn díky existenci hlavního silničního dopravního tahu mezi Sarajevem a Tuzlou.